# Platypalpus nigricolor
Platypalpus nigricolor is een vliegensoort uit de familie van de Hybotidae. De wetenschappelijke naam van de soort is voor het eerst geldig gepubliceerd in 1998 door Merz & Chvala.